# Злочевський Ярослав Ярославович
Ярослав Ярославович Злочевський (нар. 13 листопада 1980; Борщівський район, Тернопільська область — 28 квітня 2004; Багдад, Ірак) — український військовик, миротворець, кулеметник механізованої роти 62-го окремого механізованого батальйону 6-ї окремої механізованої бригади.

## Біографія
Народився 13 листопада 1980 року на Тернопільщині. Був вихованцем Коропецької школи-інтернату. Проживав у смт Віньківці на Хмельниччині.
У 2004 році брав участь у миротворчій місії в Іраку у складі 6 ОМБр, був кулеметником механізованої роти 62-го окремого механізованого батальйону.
28 квітня 2004 року під час планового патрулювання поблизу іракського міста Аз-Зубадія близько 8.00 за київським часом було скоєно напад на механізований патруль українських миротворців. БТР-80, що замикав колону із трьох бронетранспортерів, було в упор обстріляно з двох сторін з ручних протитанкових гранатометів РПГ-7 та крупнокаліберних кулеметів. На місці загинув рядовий Костянтин Міхалев, ще двох військовослужбовців було поранено, один з них, рядовий Ярослав Злочевський помер ввечері у госпіталі в Багдаді.
Міністр оборони України, начальник Генерального штабу ЗС України та Президент України висловили співчуття рідним та близьким загиблого.
Сім'я загиблого миротворця отримала грошову компенсацію в розмірі $105 тисяч.
Був похований 1 травня  у смт Віньківці.

### Вшанування пам'яті
На фасаді Коропецької школи-інтернату було встановлено меморіальну дошку Ярославу Злочевському.

## Особисте життя
Був одружений та виховував сина.

## Нагороди
- орден «За мужність» ІІІ ступеня (6 травня 2004) — за особисту мужність і відвагу, самовіддані дії та зразкове виконання військового обов'язку, виявлені під час виконання миротворчих завдань, пов'язаних з ризиком для життя[9];